# Сражение при Страсбурге (506)
Сражение при Страсбурге — состоявшееся в 506 году около Страсбурга сражение, в котором войско франков короля Хлодвига I нанесло поражение войску алеманнов.

## Описание
Согласно «Истории франков» Григория Турского, после битвы при Толбиаке в 496 году бо́льшая часть алеманнских земель попала под власть Хлодвига I. Однако, вероятно, власть правителя франков над этими территориями не была достаточно твёрдой, что давало алеманнам надежду вновь добиться независимости.
Неизвестно точно, кто — франки или алеманны — были инициаторами начавшегося около 505 года нового конфликта. Наиболее подробная информация о этих событиях содержится в собрании писем италийского государственного деятеля Магна Аврелия Кассиодора, а также в написанном Магном Феликсом Эннодием панегирике королю остготов Теодориху Великому. По сообщениям этих исторических источников, в 506 году Хлодвиг I вторгся во владения алеманнов и разбил их войско в сражении при Страсбурге. Согласно Эннодию, в этой битве пал неназванный им по имени король алеманнов. Вслед за этим войско франков разорило земли Алеманнии. Последнее подтверждают и данные археологии, в частности, раскопки оппида в Рундерберге (около Тюбингена). Этим был положен окончательный конец существованию независимого Алеманнского королевства, территория которого была присоединена к Франкскому государству.
Согласно свидетельству остготских источников, союзниками франков в войне с алеманнами были бургунды короля Гундобада, которым в результате этого конфликта удалось присоединить к своему королевству земли вплоть до Виндиша.
Бо́льшая часть алеманнов была вынуждена вновь признать над собой власть Хлодвига I. Та же часть алеманнской знати, которая не пожелала примириться с владычеством франков, бежала в зарейнские и верхнедунайские земли, поселившись на землях бывшей римской провинции Реции. Здесь они наладили контакты с Теодорихом Великим, который взял их под свою опеку. Согласно письмам Кассиодора, король остготов направил правителю франков послание, в котором потребовал от Хлодвига I прекратить преследование алеманнских беглецов, обещая, что те в дальнейшем не будут совершать нападений на земли Франкского государства. Одновременно, осевшие в Реции алеманны, также как и проживавшие поблизости бавары, получили от Теодориха Великого статус федератов, в обязанности которых входила охрана горных проходов в Альпах.